# Hyalonema apertum
Hyalonema apertum är en svampdjursart som beskrevs av Schulze 1886. Hyalonema apertum ingår i släktet Hyalonema och familjen Hyalonematidae.

## Underarter
Arten delas in i följande underarter:
- H. a. simplex
- H. a. apertum